# Луї Маль
Луї Маль (фр. Louis Malle, 30 жовтня 1932 року, Тюмері, Нор, Франція — 23 листопада 1995 року, Беверлі-Гіллз, Лос-Анджелес, США) — французький кінорежисер, сценарист і продюсер.

## Біографія

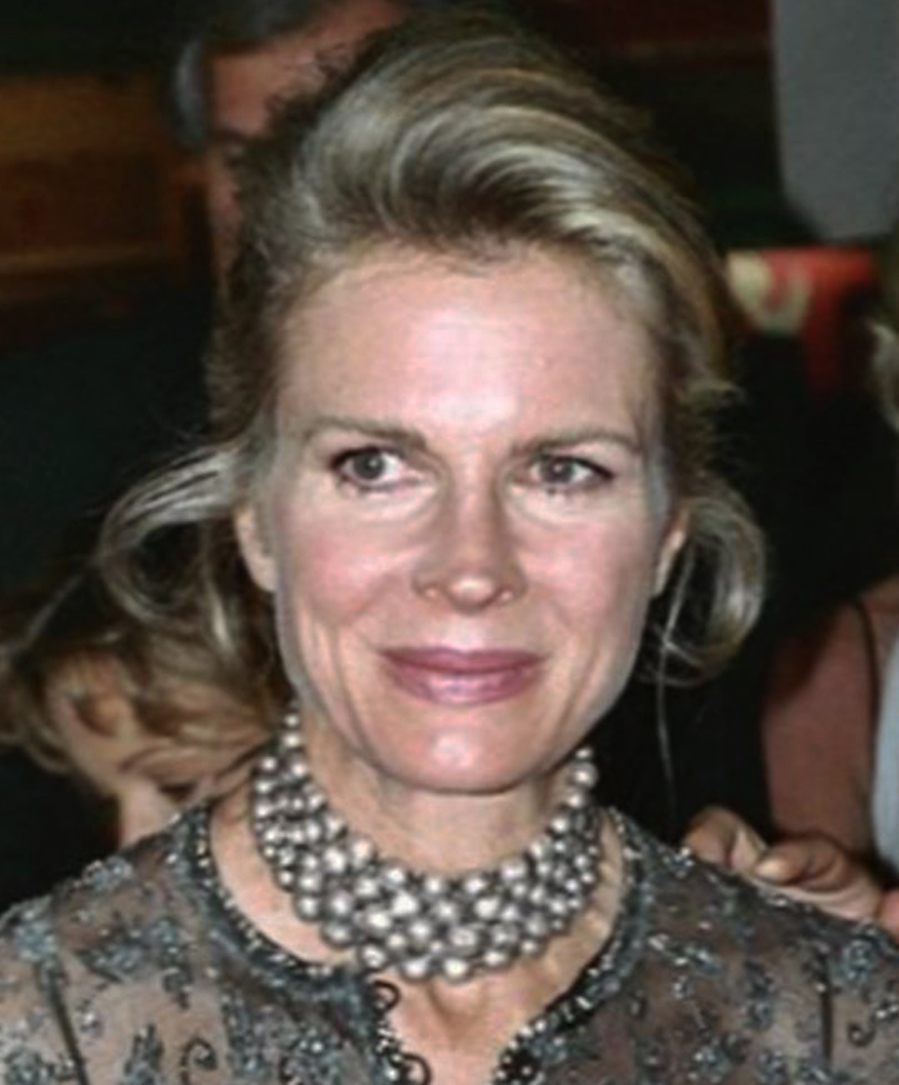
Дружина Луї Маля — Кендіс Берген

Народився 1932 року у Франції. Вивчав політологію в Сорбонні, але покинув студії заради кінематографії в IDHEC (Institut des hautes études cinématographiques). Починав як оператор та співрежисер фільму Жака-Іва Кусто «У світі безмовності» (1956), що отримав «Оскара» та «Золоту пальмову гілку» Каннського фестивалю.
Першою самостійною роботою була стрічка «Ліфт на ешафот» (1958). Наступний фільм — «Коханці» (1958) з Жанною Моро у головній ролі — був сприйнятий дуже неоднозначно через досить відверті як на той час еротичні сцени. Він порушував теми-табу і в наступних своїх фільмах: «Блукаючий вогник» (1963), «Вада серця» (1971), «Лакомб Люсьєн» (1974). Маль, який працював і у Франції, і в Сполучених Штатах, також належить до когорти режисерів французької «нової хвилі», яким притаманне прагнення втілити у творах власний досвід і відчуття. Проте, на відміну від інших представників «нової хвилі», він завжди прагнув до різноманітності тем і жанрів. Маль також працював як режисер-документаліст. Серед його документальних стрічок — «Примарна Індія» (1969), «Людське, надто людське» (1974), «Площа Республіки» (1974), «Країна Бога» (1985).
З 1981 р. і аж до своєї смерті Луї Маль перебував у шлюбі з американською актрисою Кендіс Берген.
Луї Маль помер у Лос-Анджелесі 1995 року.

## Фільмографія
- 1956 — У світі безмовності / Le monde du silence (док., з Жак-Івом Кусто)
- 1958 — Ліфт на ешафот / Ascenseur pour l'échafaud
- 1958 — Коханці / Les Amants
- 1960 — Зазі в метро / Zazie dans le métro
- 1961 — Приватне життя / Vie privée
- 1963 — Блукаючий вогник / Le Feu Follet (Франція — Італія)
- 1965 — Віва, Марія! / Viva Maria! (Франція — Італія)
- 1967 — Злодій / Le Voleur (Франція — Італія)
- 1968 — Три кроки в маренні / Tre Passi Nel Delirio (Франція — Італія; епізод «Вільям Вілсон»)
- 1971 — Порок серця / Le souffle au cœur
- 1973 — Лакомб Люсьєн / Lacombe Lucien (Франція — ФРН — Італія)
- 1975 — Чорний місяць / Black Moon (Франція — ФРН — Італія)
- 1977 — Чарівне дитя / Pretty Baby (США)
- 1980 — Атлантик-Сіті / Atlantic City (США — Канада — Франція)
- 1981 — Моя вечеря з Андре / My Dinner with Andre (США)
- 1984 — Зломники / Crackers (США)
- 1985 — Затока Аламо / Alama Bay (США)
- 1987 — До побачення, діти / Au revoir, les enfants (Франція — ФРН)
- 1990 — Мілу у травні / Milou en Mai (Франція — Італія)
- 1992 — Збиток / Damage (Велика Британія — Франція)
- 1994 — Ваня на 42-й вулиці / Vanya on 42nd Street (США)